# Johann Ludwig Klüber
Johann Ludwig Klüber (* 10. November 1762 in Tann (Rhön) bei Fulda; † 16. Februar 1837 in Frankfurt am Main) war ein deutscher Staatsrechtslehrer und Publizist.

## Leben
Johann Ludwig Klüber begann seine Laufbahn 1786 als Professor der Rechte in Erlangen, folgte 1804 einem Ruf als Geheimer Referendar nach Karlsruhe, wurde bald zum Staats- und Kabinettsrat befördert und erhielt 1807 die Stelle des ersten Professors der Rechte zu Heidelberg. Ende 1807 wurde ihm von der Badischen Regierung die Aufsicht über die Sternwarte Mannheim übertragen.
Während der Dauer des Wiener Kongresses lebte er mit Erlaubnis seiner Regierung in Wien und veröffentlichte sodann  Akten des Wiener Kongresses in den Jahren 1814 und 1815 (Erlangen. 1815–19, 8 Bde.).
Von den beiden wichtigsten Aktenstücken, der  Schlussakte des Wiener Kongresses und der  Deutschen Bundesakte, wurde ein besonderer Abdruck (Erlangen 1816, 2. Aufl. 1818) erstellt, dessen 3. vermehrte Auflage 1830 unter dem Titel:  Quellensammlung zu dem öffentlichen Rechte des Deutschen Bundes (Fortsetzung dazu 1833) erschien und durch Nachweisung der Verhandlungen über die einzelnen Bestimmungen der Bundesakte für die Entstehungsgeschichte derselben wichtig ist.
Klübers Übersicht der diplomatischen Verhandlungen des Wiener Kongresses (Frankfurt 1816) enthält zugleich mehrere Abhandlungen über einzelne die deutschen Angelegenheiten betreffenden Gegenstände. Seinem Öffentlichen Rechte des Deutschen Bundes und der Bundesstaaten (Frankfurt 1817) folgte Droit des gens moderne de l'Europe (Stuttgart 1819, 2 Bde.).
1817 wurde Klüber preußischer Geheimer Legationsrat unter dem Staatskanzler Karl August von Hardenberg, mit dem er schon in Erlangen freundschaftliche Beziehungen angeknüpft hatte, führte die schwierigen Unterhandlungen über die Regelung des Rechtszustands der Standesherren, begleitete Hardenberg 1818 auf den Kongress zu Aachen, wo er die Anerkennung der Succession (Rechtsnachfolge) des badischen Hauses betrieb, und übernahm 1821 die Auseinandersetzung des aufgelösten Großherzogtums Frankfurt.
Kaum aber war 1822 die 2. Ausgabe seines Öffentlichen Rechts des Deutschen Bundes etc. erschienen, als das Buch und der Verfasser Gegenstand politischer Verketzerungen wurden. Nach Hardenbergs Tod ward eine Untersuchung gegen ihn eingeleitet, der Klüber 1822 durch den Antrag auf Entlassung aus dem Dienst ein Ende machte. Er lebte seitdem in Frankfurt am Main, wo er am 16. Februar 1837 starb.
Von seinen übrigen Schriften heben wir noch hervor:
- Das Münzwesen in Deutschland nach seinem jetzigen Zustand (Stuttgart 1829);
- Die Selbständigkeit des Richteramtes und die Unabhängigkeit seiner Urteile im Rechtsprechen (Frankfurt 1832);
- Abhandlungen und Beobachtungen für Geschichtskunde, Staats- und Rechtswissenschaft (Frankfurt 1830–34, 2 Bde.).

Sein einziger Sohn Friedrich Adolf Klüber war Oberbürgermeister von Düsseldorf und kurzzeitig von 1849 bis 1850 badischer Außenminister.

## Schriften
- Johann Ludwig Klüber: Europäisches Völkerrecht. Cotta, Stuttgart 1821.
  - Band 1, 1. Aufl.: Digitalisat und Volltext im Deutschen Textarchiv
  - Band 2, 1. Aufl.: Digitalisat und Volltext im Deutschen Textarchiv
- Johann Ludwig Klüber: Oeffentliches Recht des teutschen Bundes und der Bundesstaaten. Andreä, Frankfurt (Main) 1817 Digitalisat und Volltext im Deutschen Textarchiv